# Tan Kah Kee
Dans ce nom chinois, le nom de famille, Tan, précède le nom personnel.
Tan Kah Kee (chinois traditionnel : 陳嘉庚, chinois simplifié : 陈嘉庚, pinyin : Chén Jiāgēng, minnan : Tân Kah-kiⁿ), né le 21 octobre 1874 à Jimei, dans le district de Tong'an, province du Fujian et décédé le 12 août 1961, est un éminent homme d'affaires, dirigeant de communauté et philanthrope de la colonie de Singapour, et finalement un leader communiste dans la République populaire de Chine.

## Biographie

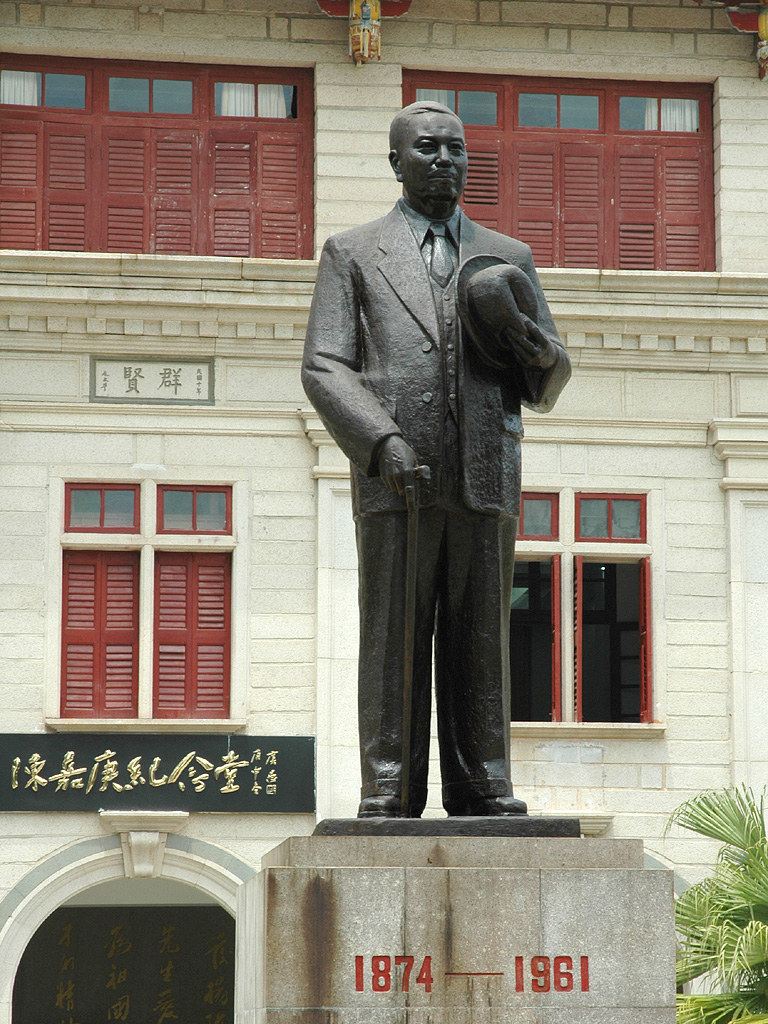
Statue de Tan Kah Kee devant son mémorial à l’université de Xiamen.

Tan Kah Kee est né à Jimei, dans le district de Tong'an, province de Fujian, en Chine (actuellement Jimei est sous la juridiction de la ville de Xiamen). Il arrive à Singapour en 1890, alors qu’il n’a que 16 ans, pour travailler dans le magasin de riz de son père. Après la fermeture du magasin de son père en 1903, Tan monte sa propre entreprise et construit un empire dans la plantation et transformation de caoutchouc, les scieries, les conserveries, l’immobilier, l’importation et l’exportation de courtage, le transport maritime de riz. Ses affaires prospèrent entre 1912 et 1914. Il est alors connu sous le surnom du « Henry Ford de la Malaisie britannique », aussi bien en Malaisie que dans sa province natale du Fujian. Tan Kah Kee fait partie des 110 membres fondateurs de l’école de Tao Nan. Il crée les Écoles de Jimei (actuellement université de Jimei) en 1913. En 1919, il crée l’École supérieure chinoise (maintenant Institution Hwa Chong) à Singapour. En 1921, il monte l’université de Xiamen et supporte la financièrement jusqu’à ce que le gouvernement de la République de Chine n’en prenne le contrôle en 1937. En 1920, il marie sa fille Tan Ai Li à Lee Kong Chian, avec qui il a travaillé et qui deviendra plus tard un philanthrope et homme d'affaires singapourien.

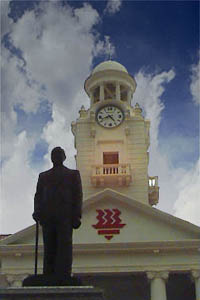
Une statue de Tan à l’École supérieure chinoise.

Tan est un des principaux Chinois de la diaspora chinoise malaisienne à supporter financièrement les efforts chinois lors de la seconde guerre sino-japonaise qui éclate en 1937 et il organise de nombreuses collectes de fonds sous son nom.  Il participe également au gouvernement nationaliste de Tchang Kaï-chek à Chongqing. Après que les japonais envahissent et occupent la Malaisie et Singapour après les batailles de Malaisie et de Singapour, ces contributeurs jugés indésirables sont systématiquement éliminés lors du massacre de Sook Ching. Cependant, Tan y survit. Il rejette alors fermement toute tentative de négociation avec les japonais au sujet d’un traitement des Chinois, et demande au pessimiste Wang Jingwei de le dissuader de faire de telles activités. Tan entreprend aussi des efforts considérables contre le gouverneur de la province de Fujian, Chen Yi qu’il accuse de mauvaise administration.
Tan devient de facto le leader de la communauté chinoise à Singapour, siégeant comme directeur de la Chambre chinoise du commerce et aidant à l’organisation d’une association du clan Hokkien. Cependant, il perd son rôle lorsque la guerre civile chinoise divise la communauté chinoise à Singapour entre sympathisants du Parti communiste chinois (PCC) et du Kuomintang. Tan, partisan du PCC, est déçu par la corruption au sein des nationalistes. Après la victoire communiste en Chine, il essaie de retourner à Singapour en 1950, mais se voit refuser l’entrée par l’autorité coloniale britannique, qui s’inquiète de l’influence communiste à Singapour et en Malaisie. Il emménage donc définitivement en Chine, où il occupe plusieurs positions dans le PCC.
Il meurt en 1961 à Pékin et reçoit des funérailles nationales de la part de la République populaire de Chine. À Singapour, le fonds de scolarité Tan Kah Kee, qui deviendra ensuite la fondation Tan Kah Kee, est créé à la mémoire de sa philanthropie.
En 1943, après avoir pris refuge sur l’île de Java, Tan commence à écrire ses mémoires (chinois traditionnel : 南僑回憶錄, chinois simplifié : 南侨回忆录, pinyin : Nánqíao Húiyìlù). Ce travail est devenu une ressource importante sur l’histoire de la diaspora chinoise.